# 前田雅之
前田 雅之（まえだ まさゆき、1954年 - ）は、日本の国文学者。明星大学教授。中古・中世文学（説話・和歌・注釈）専攻。

## 略歴
山口県出身。1979年早稲田大学教育学部国文科卒、1987年同大学大学院文学研究科日本文学専攻博士課程を単位取得退学。
東京女学館短期大学助教授、東京家政学院大学人文学部教授、明星大学人文学部日本文化学科教授。
1990年早稲田大学国文学会賞（窪田空穂賞）を受賞。2000年「今昔物語集の世界構想」で、早稲田大学より文学博士の学位を取得。
文芸・オピニオン誌『表現者』にも連載をもつ。

## 著書
- 『今昔物語集の世界構想』笠間書院、1999年。ISBN 4305701987
- 『記憶の帝国：「終わった時代」の古典論』右文書院、2004年。ISBN 4842100362
- 『古典的思考』笠間書院、2011年。ISBN 9784305705525
- 『古典論考：日本という視座』新典社〈研究叢書258〉、2014年。ISBN 9784787942586
- 『アイロニカルな共感：近代・古典・ナショナリズム』ひつじ書房〈未発選書21〉、2015年。ISBN 9784894767447
- 『保田與重郎：近代・古典・日本』勉誠出版、2017年。ISBN 9784585291480
- 『なぜ古典を勉強するのか：近代を古典で読み解くために』文学通信、2018年。ISBN 978-4909658005
- 『書物と権力：中世文化の政治学』吉川弘文館〈歴史文化ライブラリー473〉、2018年。ISBN 978-4642058735
- 『古典と日本人：「古典的公共圏」の栄光と没落』光文社〈光文社新書1233〉、2022年。ISBN 978-4334046408
- 『戦乱で躍動する日本中世の古典学』文学通信、2024年。ISBN 978-4867660478

### 共編著
- 『〈新しい作品論〉へ、〈新しい教材論〉へ：文学研究と国語教育研究の交差』共編、右文書院、2003年。

古典編1 ISBN 9784842100135／古典編2 ISBN 9784842100142／古典編3 ISBN 9784842100159／古典編4 ISBN 9784842100166
- 『中世の学芸と古典注釈』編、竹林舎〈中世文学と隣接諸学5〉、2011年。ISBN 9784902084955
- 『もう一つの古典知：前近代日本の知の可能性』編、勉誠出版〈アジア遊学155〉、2012年。ISBN 9784585226215
- 『高校生からの古典読本』岡崎真紀子、千本英史、土方洋一共編著、平凡社〈平凡社ライブラリー776〉、2012年。ISBN 9784582767766
- 『幕末明治：移行期の思想と文化』青山英正、上原麻有子共編著、勉誠出版、2016年。ISBN 9784585291251
- 『画期としての室町：政事・宗教・古典学』編、勉誠出版、2018年。ISBN 9784585222194

### 翻訳・解説
- 『復刻海軍割烹術参考書』猪本典子写真・現代語訳監修、イプシロン出版企画、2007年。ISBN 9784903145242
- 『清水文雄「戦中日記」：文学・教育・時局』清水明雄編、笠間書院、2016年。ISBN 9784305708168